# Cabernet Cortis

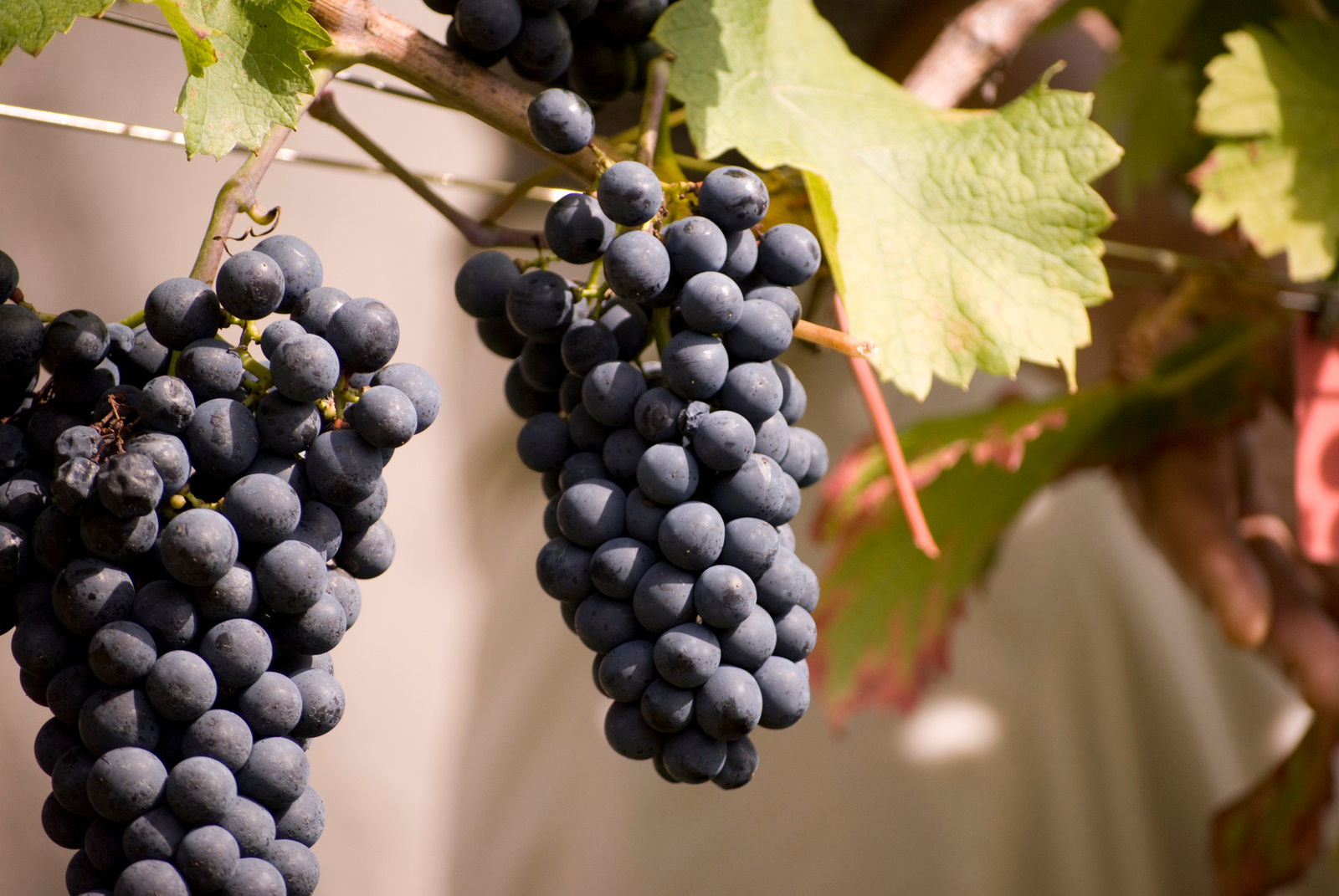
Hrozen odrůdy Cabernet Cortis, Freiburg im Breisgau, Německo

Cabernet Cortis je raná, interspecifická moštová odrůda révy (též hybridní odrůda, mezidruhové křížení, PiWi odrůda), určená k výrobě červených vín, která byla vyšlechtěna roku 1982 v Německu, kříženec odrůd Cabernet Sauvignon a Solaris. Jako zajímavost lze uvést, že v katalogu VIVC je uveden původ Vitis vinifera.
Genetický profil odrůdy: 81,25 % Vitis vinifera, 12,5 % Vitis amurensis, 4,62 % Vitis rupestris, 1,36 % Vitis lincecumii. 

## Popis
Réva vinná (Vitis vinifera) odrůda Cabernet Cortis je jednodomá dřevitá pnoucí liána, dorůstající v kultuře až několika metrů. Kmen tloušťky až několik centimetrů je pokryt světlou borkou, která se loupe v pruzích. Úponky umožňují této rostlině pnout se po pevných předmětech. Růst je středně bujný až bujný.
Listy jsou středně velké, pentagonální, tří až pětilaločnaté s mělkými až středně hlubokými výkroji, tmavě zelené, okraj listu je výrazně zoubkovaný, řapíkový výkroj je většinou otevřený, lyrovitý s ostrým dnem, někdy úzce otevřený až uzavřený, řapík je často fialovorůžové barvy, stejně jako stopka hroznu, žilnatina listu v oblasti napojení řapíku je málo pigmentovaná antokyaniny.
Oboupohlavní pětičetné květy v hroznovitých květenstvích jsou žlutozelené, samosprašné. Hrozny jsou středně velké (140 g), protáhle válcovité, volnější až středně kompaktní, bobule jsou malé až středně velké (1,8 g), okrouhlé, fialovomodré až modročerné, silně ojíněné, dužina má kořenitou chuť.

## Původ a rozšíření
Cabernet Cortis je interspecifická moštová odrůda révy, kříženec odrůd Cabernet Sauvignon a Solaris. Byla vyšlechtěna roku 1982 ve Státním vinařském ústavu ve městě Freiburg im Breisgau, šlechtitelem byl Norbert Becker. Do listiny odrůd byla v Německu zapsána roku 2003. Pochází ze stejného křížení, jako sesterská odrůda Cabernet Carol.
V Německu byla odrůda Cabernet Cortis roku 2004 pěstována pouze na 6 hektarech vinic, dále ji najdeme ve Švýcarsku, roku 2007 na 2,14 ha, pro své ranější zrání se rozšiřuje i do okrajových vinařských poloh, pěstována je například v Polsku a v Pobaltí.
Ve Státní odrůdové knize České republiky není odrůda zapsána, od roku 2008 probíhá registrační řízení, které by mělo být ukončeno v roce 2012. Není uvedena ani mezi odrůdami, ze kterých je dovoleno vyrábět zemská vína. V ČR lze odrůdu objevit na vinicích pouze vzácně. Edit: zápis do státní odrůdové knihy proběhl v roce 2013 (https://web.archive.org/web/20170421101656/http://eagri.cz/public/web/file/408615/_32016.pdf)

## Název
Slovo „cabernet“ vzniklo v oblasti Médoc, v regionu Bordeaux, patrně je odvozeno od latinského slova „caput“, zde ve smyslu „odrůda révy, dávající černá vína“. Poprvé bylo v literatuře zmíněno až roku 1866. Původ slova „cortis“ je nejasný, snad jde o určitou složeninu názvu všech odrůd, které se podílely na vzniku této odrůdy.

## Pěstování
Réví dobře vyzrává, odrůda dobře odolává zimním mrazům (-21 až -25 °C), na jarní mrazy je citlivější, neboť raněji raší. Náchylnost ke sprchávání je malá. Vyhovuje řez na 3-5 oček na m². Výnosy se pohybují v rozmezí 13,5-16 t/ha při cukernatosti asi o 10 % vyšší, než RM, většinou přes 20°NM, acidita bývá 7,5-8,5 g/l.

### Fenologie
Odrůda raší současně s odrůdou Rulandské modré, kvete krátce před touto odrůdou a zaměká i dozrává asi týden před ní, v Německu v první dekádě září, u nás okolo poloviny září, v Polsku 1.-20. října.

### Choroby a škůdci
Odrůda velmi dobře odolává plísni révové (Plasmopara viticola), průměrně padlí révovému (Uncinula necator), na které je citlivější zejména při vyšším infekčním tlaku, při pozdní sklizni může být napadána také plísní šedou (Botrytis cinerea), proto se doporučuje odlistění zóny hroznů v době zrání. Hnilobou hrozny netrpí.

### Poloha a půdy
Odrůda je pro rané zrání vhodná k pěstování v okrajových vinařských polohách, má o něco nižší nároky, než Rulandské modré. na půdy neklade žádné zvláštní požadavky.

## Víno
Dává tělnatá vína, bohatá na obsah barviv, extraktivní, aromatická, s vyšším obsahem taninů. Typově jsou podobná vínům odrůdy Cabernet Sauvignon, zpravidla mají ještě výraznější aroma. Mladší vína mají typickou kořenitost, jsou vhodná k delšímu zrání či ke školení v barikových sudech.

### Multimédia
- Martin Šimek : Encyklopédie všemožnejch odrůd révy vinné z celýho světa s přihlédnutím k těm, co již ouplně vymizely, 2008-2012